# El príncep (pel·lícula)
El príncep (títol original en anglès, The Prince) és una pel·lícula de thriller d'acció estatunidenca del 2014 dirigida per Brian A. Miller. És protagonitzada per Jason Patric, Bruce Willis, John Cusack i Rain. La pel·lícula es va estrenar el 22 d'agost de 2014 a la carta i en cinemes amb la distribució de Lionsgate. S'ha doblat al català.
El rodatge va tenir lloc a Mobile (ciutat d'Alabama), al Battle House Hotel i als voltants de l'RSA Battle House Tower contigua. Bruce Willis va completar les seves escenes el 3 de desembre de 2013, seguit de Rain i Jason Patric, que van gravar les seves escenes inicials el 6 de desembre.